# St. Bonifatius (Großmaischeid)

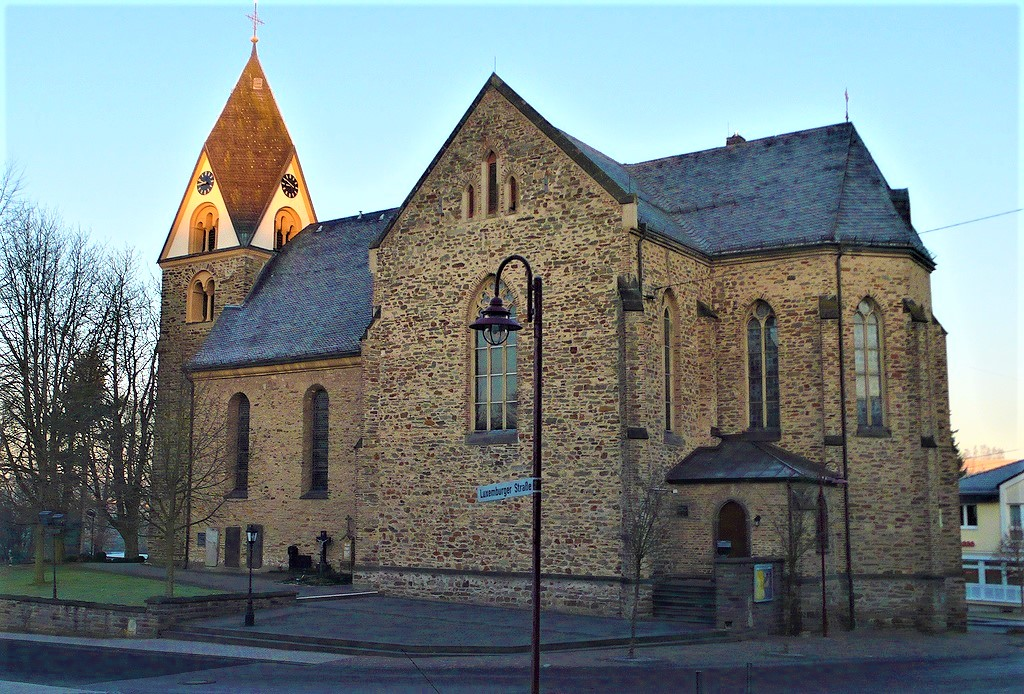
St. Bonifatius

St. Bonifatius ist die römisch-katholische Pfarrkirche von Großmaischeid (Landkreis Neuwied) in Rheinland-Pfalz. 

## Geschichte
Im Jahr 1204 wurde die Pfarrei Großmaischeid als Metscheid erstmals erwähnt. Die Kirche war vermutlich eine grundherrliche Gründung der Herren von Isenburg, die das Patronatsrecht besaßen. Die romanische Kirche St. Bonifatius wurde 1716/17 unter Beibehaltung des bis auf ein Kranzgesims ungegliederten Turmes mit Rautendach aus dem 13. Jahrhundert durch ein größeres Bauwerk ersetzt. Von diesem Neubau wurde wiederum 1875 der Chor niedergelegt und durch ein Querhaus mit Chor, in neogotischen Formen, nach Plänen von Hermann Nebel (1816–1893) ersetzt.